# Empire Tower
Empire Tower é um dos arranha-céus mais altos do mundo, com 238 metros (781 ft). Edificado na cidade de Kuala Lumpur, Malásia e foi concluído em 1994 com 62 andares.